# Winthemia sinuata
Winthemia sinuata là một loài ruồi trong họ Tachinidae.